# Indykator DP-62
Indykator DP-62 – radziecki przyrząd dozymetryczny, używany między innymi w ludowym Wojsku Polskim, przeznaczony do rozpoznawania skażeń promieniotwórczych.

## Charakterystyka przyrządu
Indykator DP-62 był przyrządem dozymetrycznym przeznaczonym do wykrywania i orientacyjnego określania mocy dawki promieniowania beta i gamma. Wykrycie skażenia sygnalizowane było błyskiem lampki neonowej, pojawiające się po podaniu napięcia na licznik Geigera poprzez naciskanie dźwigni prądowniczki. Przy dużych wartościach mocy dawki lampka świeciła bez przerwy.
Zasada pracy przyrządu
Przy oddziaływaniu promieniowania na licznik Geigera, w jego obwodzie powstawały impulsy prądu. Ładowały one podłączony szeregowo do licznika kondensator, do którego równolegle była połączona lampka neonowa. Gdy napięcie w kondensatorze osiągało wielkość, która powodowała zapalenie lampki neonowej, następował w niej błysk, któremu towarzyszyło rozładowanie kondensatora.